# お笑い番長
お笑い番長（おわらいばんちょう）は、九州福岡のお笑いエンターテインメント集団である。2005年設立。
当初はアマチュア芸人の活動の場としてネタライブを開催していたが、これまでに東京、大阪、福岡と各地にプロの芸人を輩出し続け、現在プロアマ問わず参加が出来るお笑いライブ団体として活動をしている。
福岡を代表するインディーズライブである。

## 来歴
- 2005年　九州産業大学の学生だった篠原けんじを中心に設立。「甘棠館SHOW劇場」（福岡市中央区唐人町）を主にライブ活動を行う。
- 2010年3月 東京にて「第4回全国大学生お笑い選手権大会〜お笑いD-1グランプリ2010〜決勝大会」に出場。団体部門で「福岡大学お笑い番長」チームとして参加し準優勝をする。
- 2011年　設立者の篠原がエレガントプロモーションと契約し、お笑い番長としての活動を終了。
- 2012年9月より芸能プロダクションのサポート体制も新たに追加して再始動。
- 2013年　お笑い番長ライブリニューアル。
- 2014年　1月より天神親富孝通りにある、あんみつ姫を会場にライブを行っている。
- 2016年　活動休止中

## 概要
月一を定期にライブが開催されている。ネタと企画コーナーでライブが構成されている。芸人、構成作家、共にプロ、アマ、OB、が参加している。
代表的な出身者
NSCを首席で卒業しキングオブコントで準決勝まで進出しているサンシャイン
大阪よしもとをオーディション合格後5upよしもと煌ランキングで上位TOP10内に入る、デルマパンゲ
ケータイ大喜利レジェンドを持ち、Twitterから1コマ漫画がブレイク。そのイラストがAKB48のメンバーにも支持されているおほしんたろう
出演者は毎回違うが、スペシャルライブなどで、たまにゲストが出演することもある。
初期はケータイを使った投票制でランキングを付ける形式だったが、後にトーナメント方式のライブになった。現在は用紙投票、ライブ中に集計をし1位になったメンバーが次回のMCを担当するという形になっている。

### 由来
プラスドライバーの角田晃広（現：東京03）がネタ中に「メガネ番長」と発しているのをヒントに篠原けんじが「お笑い番長」と名付けた。東京にて、ものいい、オリオンリーグ（よしもとクリエイティブ・エージェンシー東京）が主催しているユニットライブ「オワライ番長」（2014年2月 - ）とは別。
HIROKI（オレンジレンジ）が自信のラジオ番組にオリオンリーグがゲストに来た際にライブタイトルを命名した。カタカナ表記で区別を付けている。

## ライブ会場
- 「甘棠館SHOW劇場」　唐人町（福岡市）
- 「天神BUZZ(カラオケ天神ACB）」　天神 (福岡市)/親富孝通り
- 「福岡アジア美術館 あじびホール」　福岡市博多区
- 「あんみつ姫」　天神 (福岡市)/親富孝通り

## 出演者・出身メンバー
- デルマパンゲ（よしもとクリエイティブ・エージェンシー大阪）
- ウメボシエンジン（よしもとクリエイティブ・エージェンシー東京）
- サンシャイン（よしもとクリエイティブ・エージェンシー東京）
- 鶴亀　古賀（旧/サボテン）（よしもとクリエイティブ・エージェンシー東京）
- トリテン（よしもとクリエイティブ・エージェンシー東京）
- ギブテイラー（よしもとクリエイティブ・エージェンシー東京）
- コトダマ  メルシー☆前山（旧/アイスメイカー）（よしもとクリエイティブ・エージェンシー福岡）
- BLUE RIVER（ワタナベエンターテインメント九州）
- がんばれ！ぶそんくん（SMA HEET Project）
- おほしんたろう（ワタナベエンターテインメント九州）
- 土居上野（ワタナベエンターテインメント九州）
- とんこっちゃんふじ子（ワタナベエンターテインメント九州）
- イエローバカンス（エレガントプロモーション）
- フィルダースチョイス（太田プロ）：メンバーの一人・仮屋想は現在青色1号
- だから奥野(奥野奏) 「 おっくんの宅飲みグルメ 」などのチャンネルでYouTuberとして活動中
- オーキードーキー： 澤村拓亨は現在「たっくーTVれいでぃお」などのチャンネルでYouTuberとして活動中
- 桜ミントカフェ ：メンバーの高森一平は初恋タローの実の兄
- 天神パラダイス
- 浜中れん
- 永山さちよ(ニュースタッフプロダクション)
- たんたんめん
- 尾形兄弟
- 気まぐれロケット
- スペースボーイ
- アップる将軍
- らんちゅう
- 喜喜かいばしら(旧/サスペンダーバタフライ)（よしもとクリエイティブ・エージェンシー福岡）
- ナイル
- ドールズ
- パピプリオ(解散後、ゆーだいはスタンダップコメディへ進み、ルーは落語家・桂銀治として活動中)
- シカゴ立元
- オインゴボインゴ
- ピーマンズ
- あそどっぐ
- トミマツ
- 明太コパン
- ライフチェンジ
- ラディッシュ
- まっつん
- グイミン
- 昼寝侍後藤
- マサナガッツ
- フェアリーシスターズ
- ジャジャンキー
- あきよしこよし
- ひがみまるてん
- ジェニファー・まほちゃん

ゲスト出演
- どんぴしゃ
- 初恋タロー（よしもとクリエイティブ・エージェンシー東京）
- パーマ大佐（太田プロ）
- 南野やじ(プライム)
- ミニカーしょう（小車祥）
- ハレルヤ緒方(ワタナベエンターテインメント)
- ムーべ
- かごしま太郎(ワタナベエンターテインメント)

## スタッフ
- 門司港かんだ：かんだ〜にゃ
- 岡部知穂(テレビ朝日「くりぃむナンタラ」ディレクター)
- トレハロース(ハガキ職人)

## メディア出演

### テレビ
- 2014年2月　「アサデス。」九州朝日放送 (KBC)

### 新聞
- 2014年1月　毎日新聞「福岡探索」-1月24日(金)付

## 関連リンク
- 公式HP「お笑い番長公式HP」
- 公式HP「お笑い番長プロジェクト/エレガントプロモーションお笑いエンターティンメント事業部」
- 関連事務所「非所属お笑い芸人業組合 NACU」
- ブログ「お笑い番長スタッフブログ」
- お笑い番長twitterアカウント「@owarai_banchou」―twitter